# 3G资本
3G资本（3G Capital）是一家巴西-美国投资公司，由亚历克斯·贝林、豪尔赫·保罗·雷曼、贝托·斯库彼拉、迈克尔·赫尔曼·泰勒斯等人于2004年创立，投资有百威英博、餐饮品牌国际等公司。